# Cunninghammyces
Cunninghammyces — рід грибів родини ципеллові (Cyphellaceae). Назва вперше опублікована 1985 року.

## Класифікація
До роду Cunninghammyces відносять 2 види:
- Cunninghammyces fusisporus
- Cunninghammyces umbonatus